# Torreta del Cap de la Vila
La Torreta del Cap de la Vila és un edifici del municipi de Miravet (Ribera d'Ebre) que forma part de l'Inventari del Patrimoni Arquitectònic de Catalunya. Situada al sud del nucli urbà de la població de Miravet, a escassa distància al nord-oest del nucli antic o Cap de la Vila, controlant el riu i l'accés al castell.

## Descripció
Es tracta de les restes conservades d'una torre probablement de vigia que està bastida damunt d'un espadat. Presenta una planta rectangular delimitada per quatre murs que conserven alçades diferents, sense cap mena de coberta. La construcció s'assenta damunt la roca del turó i està bastida en pedra sense treballar disposada regularment amb la intenció de seguir filades. Cal tenir en compte que degut a la seva situació estratègica, l'accés és difícil. Actualment hi ha instal·lada una petita plataforma metàl·lica sostinguda amb un pal, per tal que les cigonyes puguin fer els seus nius.

## Història
Tot i que no s'ha trobat documentació al respecte, tot indica que la torre tindria una funció defensiva i de vigilància respecte al castell i al nucli original de població, el Cap de la Vila.